# نقارة ناوة كش (مقاطعة دورة)
نقارة ناوة كش (بالفارسية: نقاره ناوه کش) هي قرية تقع في Shurab Rural District في إيران. يقدر عدد سكانها بـ 68 نسمة بحسب إحصاء 2016.